# Полторацкий, Николай Викторович
Николай Викторович Полторацкий (род. 16 мая 1956 г. в Курской области) — российский предприниматель, депутат Курской областной Думы VI созыва.
Является основателем и генеральным директором Группы компаний «Промресурс», в которую входит торговая сеть «Европа».

## Биография
В 1979 году окончил Московский ордена Трудового Красного Знамени горный институт по специальности «Физические процессы горного производства».
С 1979 по 1982 гг. — мастер буровзрывных работ в волгоградском Спецуправлении.
С 1982 по 1983 гг. — главный технолог, заместитель директора Рышковского кирпичного завода города Курска.
С 1984 по 1986 гг. — начальник отдела, главный инженер управления коммунального хозяйства города Курска.
С 1986 по 1991 гг. — начальник троллейбусного депо.
С 1991 по 1994 гг. — начальник УПТК треста «Росагроспецмонтажналадка», заместитель директора УПТК «Агроспецмонтаж».
С 1994 по 1996 гг. — директор производственно-торгового предприятия «Промресурс».
С 1996 г. — генеральный директор ООО «ГК „Промресурс“.
Депутат Курского городского Собрания (1999—2001 гг.).
Депутат Курской областной Думы 3-го созыва (2001—2005 гг.).
Депутат Курской областной Думы 4-го созыва по округу № 7 (2006—2011 гг.).
Депутат Курской областной Думы 5-го созыва по округу № 7 (2011—2016 гг.).
Депутат областной Думы 6-го созыва (2016—2021 гг.) по одномандатному избирательному округу № 8.

## Предпринимательская деятельность
Николай Полторацкий вместе с супругой Ольгой Полторацкой в 1994 году основал компанию „Промресурс“, занимающуюся оптово-розничной торговлей автомобилями, строительными материалами, товарами народного потребления.
В 1997 году компания открыла первый продовольственный магазин „Европа“ площадью 2600 м².
Сейчас 57 торговых объектов компании работают в Липецкой, Белгородской, Орловской, Брянской, Рязанской, Воронежской, Тамбовской и Курской областях. В них трудятся почти 8000 человек.
Группа компаний „Промресурс“ имеет два основных направления в бизнесе — строит торговые и торгово-развлекательные комплексы, где сдаёт площади в аренду и осуществляет розничную торговлю в собственных супер- и гипермаркетах через торговую сеть „Европа“.

## Благотворительность
За последние 10 лет компания Николая Полторацкого потратила на благотворительность около 500 миллионов рублей.
Средства идут на ремонт школ, детсадов, больниц, Домов ребёнка, помощь людям, попавшим в трудную жизненную ситуацию, благоустройство городских территорий, строительство храмов и т. д.
Компания поддерживает талантливых школьников. С 2006 года компания платит стипендию ученикам, отличившимся в учёбе, спорте и других сферах. Денежные средства получают более 600 детей из 8 учебных заведений Курска.
Торговая сеть подарила городу Курску современный низкопольный троллейбус БКМ-321, который эксплуатируется по сей день. Построила современный подземный переход на ул. Карла Маркса, оборудованный специальным подъёмным механизмом для людей с ограниченными возможностями здоровья, в Курске за средства компании построены два фонтана.
Самый масштабный социальный проект „Промресурса“ — строительство детского сада-профилактория „Лесная сказка“ в микрорайоне Волокно. Его открыли и передали в дар городу в 2015 году. Стоимость объекта — 200 млн рублей. Детсад рассчитан на 120 мест, там есть бассейн, спортивный зал, музыкальный класс, кабинеты физиотерапии, лечебного массажа, профилактического осмотра.
В ноябре 2020 года в Курской областной клинической больнице компания Николая Полторацкого реконструировала главный вход, сделала одноэтажную пристройку и поставила два немецких эскалатора Velino classic. На них посетители смогут подняться на 2-й этаж главного корпуса и спуститься вниз.
На проект по договору пожертвования направили около 15 миллионов рублей.

## Награды
Орден преподобного Сергия Радонежского III степени от патриарха Московского и всея Руси Алексия II.
Орден Русской Православной Церкви преподобного Серафима Саровского III степени.
Медаль Русской Православной Церкви преподобного Серафима Саровского II степени от патриарха Московского и всея Руси.
Почетный знак администрации города Курска „За особые заслуги перед городом“.
Почетная Грамота Курской областной Думы, 2020 г.
Почётный знак Курской областной Думы „За вклад в развитие законодательства“.
Медаль „За заслуги перед Курской областью“ I степени, 2021 г.